# جائزة أفضل لاعب كرة قدم في العالم 2008
جائزة أفضل لاعب كرة قدم في العالم 2008 هي جائزة قدمت في 12 يناير عام 2009 في دار زيوريخ للآوبرا في مدينة زيوريخ في سويسرا. فاز بالجائزة عن فئة الرجال الاعب كريستيانو رونالدو من مانشستر يونايتد ومنتخب البرتغال لكرة القدم. وعن فئة النساء فازت الاعبة مارتا لاعبة منتخب البرازيل لكرة القدم للسيدات ونادي أوميا للسنة الثالثة على التوالي.
الجوائز الأخرى و التي تم توزيعها في الحفل تضمنت جائزة الفيفا للتطوير والتي ذهبت إلى اتحاد فلسطين لكرة القدم وذلك تكريماً لجهود الاتحاد في ابقاء اللعبة فعالة. تسلم الجائزة كل من رئيس الاتحاد جبريل الرجوب و كابتن منتخب فلسطين للرجال أحمد كاشكاش وقائدة المنتخب الفلسطيني للسيدات حني ثيلياجه. الاتحاد الفلسطيني لكرة القدم استطاع أن يقوم بترميم ملعب فيصل الحسيني الدولي مما أهله لكي يحقق متطلبات ومعايير الفيفا في استضافة الملعب لمباراة دولية. كرة قدم نسائية تمكنت من الفوز بجائزة رئيس الفيفا وتم تقديم الجائزة إلى منتخب الولايات المتحدة الأمريكية لكرة القدم للسيدات وقام باستلامها الاعبة هيثر أورايلي. أما عن جائزة الفيفا للعب النظيف فقد ذهبت بالتناصف بين منتخب تركيا لكرة القدم ومنتخب أرمينيا لكرة القدم. تم ذلك بناءاً على مبادرة التصافح بالإيدي بين ممثلي إتحادي كرة القدم في هاتين الدولتين قبيل أحد المباريات الأوربية لتصفيات كأس العالم 2010 مما اُعتُبر حدثاً هاماً بسبب التاريخ العدائي الطويل بين هاتين الدولتين.
أعلنت القائمة القصيرة لهذه الجائزة في 28 أكتوبر من عام 2008 باحتوائها على 23 لاعب من الرجال و10 لاعبات من السيدات ثم تم إعلان القائمة النهائية للمرشحين والتي تضمنت خمس رجال وخمس من فئة السيدات. المرشحون الرجال كانوا كريستيانو رونالدو وكاكا وليونيل ميسي وفرناندو توريس وتشافي. أما عن فئة السيدات فقد ضمت كل من نادين آنجرير و كريستيين روزيرا و مارتا وبريجيت برينتس و كيلي سميث.

## النتائج

### الرجال
| جائزة أفضل لاعب كرة قدم في العالم 2008 | جائزة أفضل لاعب كرة قدم في العالم 2008 | جائزة أفضل لاعب كرة قدم في العالم 2008 |
| الترتيب                                | اسم الاعب                              | عدد النقاط                             |
| -------------------------------------- | -------------------------------------- | -------------------------------------- |
| 1                                      | كريستيانو رونالدو                      | 935                                    |
| 2                                      | ليونيل ميسي                            | 678                                    |
| 3                                      | فرناندو توريس                          | 203                                    |
| 4                                      | كاكا                                   | 183                                    |
| 5                                      | تشافي                                  | 155                                    |

### النساء
| جائزة أفضل لاعبة كرة قدم في العالم 2008 | جائزة أفضل لاعبة كرة قدم في العالم 2008 | جائزة أفضل لاعبة كرة قدم في العالم 2008 |
| الترتيب                                 | اسم الاعبة                              | عدد النقاط                              |
| --------------------------------------- | --------------------------------------- | --------------------------------------- |
| 1                                       | مارتا                                   | 1002                                    |
| 2                                       | بريجيت برينتس                           | 328                                     |
| 3                                       | كريستيين                                | 275                                     |
| 4                                       | نادين آنجرير                            | 198                                     |
| 5                                       | كيلن سميث                               | 150                                     |
| 6                                       | دانييلا الفيش ليما                      | 130                                     |
| 7                                       | شانون بوكس                              | 115                                     |
| 8                                       | هوب سولو                                | 83                                      |
| 9                                       | كريستيين سنكلير                         | 47                                      |
| 10                                      | اينقفلد ستنسلد                          | 41                                      |

1. ↑  "FIFA World Player of the Year - Men's votes by player" (PDF). FIFA.com. Fédération Internationale de Football Association. 12 يناير 2009. مؤرشف من الأصل (PDF) في 2009-01-26. اطلع عليه بتاريخ 2009-01-12.
2. ↑  "FIFA World Player of the Year - Women's votes by player" (PDF). FIFA.com. Fédération Internationale de Football Association. 12 يناير 2009. مؤرشف من الأصل (PDF) في 2009-01-24. اطلع عليه بتاريخ 2009-01-12.
3. ↑  "Ronaldo takes first award, Marta makes it three in a row". FIFA.com. Fédération Internationale de Football Association. 12 يناير 2009. مؤرشف من الأصل في 2009-01-20. اطلع عليه بتاريخ 2009-01-12.
4. ↑  "Shortlists for FIFA awards revealed". FIFA.com. Fédération Internationale de Football Association. 29 أكتوبر 2008. مؤرشف من الأصل في 2008-12-21. اطلع عليه بتاريخ 2008-12-16.